# 淑儀金氏 (朝鮮憲宗)
淑儀金氏（숙의김씨）（1813年—1895年），朝鮮憲宗的後宮嬪御，本貫為金海，父親為金鶴聲。
金氏進宮年分和生前品階不詳，只知幼時入宮，本是宮女，受憲宗寵幸後，誕下一女，這也是憲宗唯一的孩子，但不幸早夭。後被賜與堂號「和樂」，卻沒有記載是否有冊封為後宮。
金氏一直活到高宗三十二年（1895）去世，享年八十三歲（虛歲）。實錄對於金氏的記載不多，只知在高宗四十三年（1906）被追封為從二品淑儀。金氏逝世後，葬於南都豆毛坊陳八里，在昭和十三年（1938）移奠到章敬王后的陵寢禧陵。

## 家庭
- 父：金鶴聲，僉使。

## 附註
1. ↑  .   [2014-05-24]. （原始内容存档于2019-08-16）.